# Hassel
För andra betydelser, se Hassel (olika betydelser).

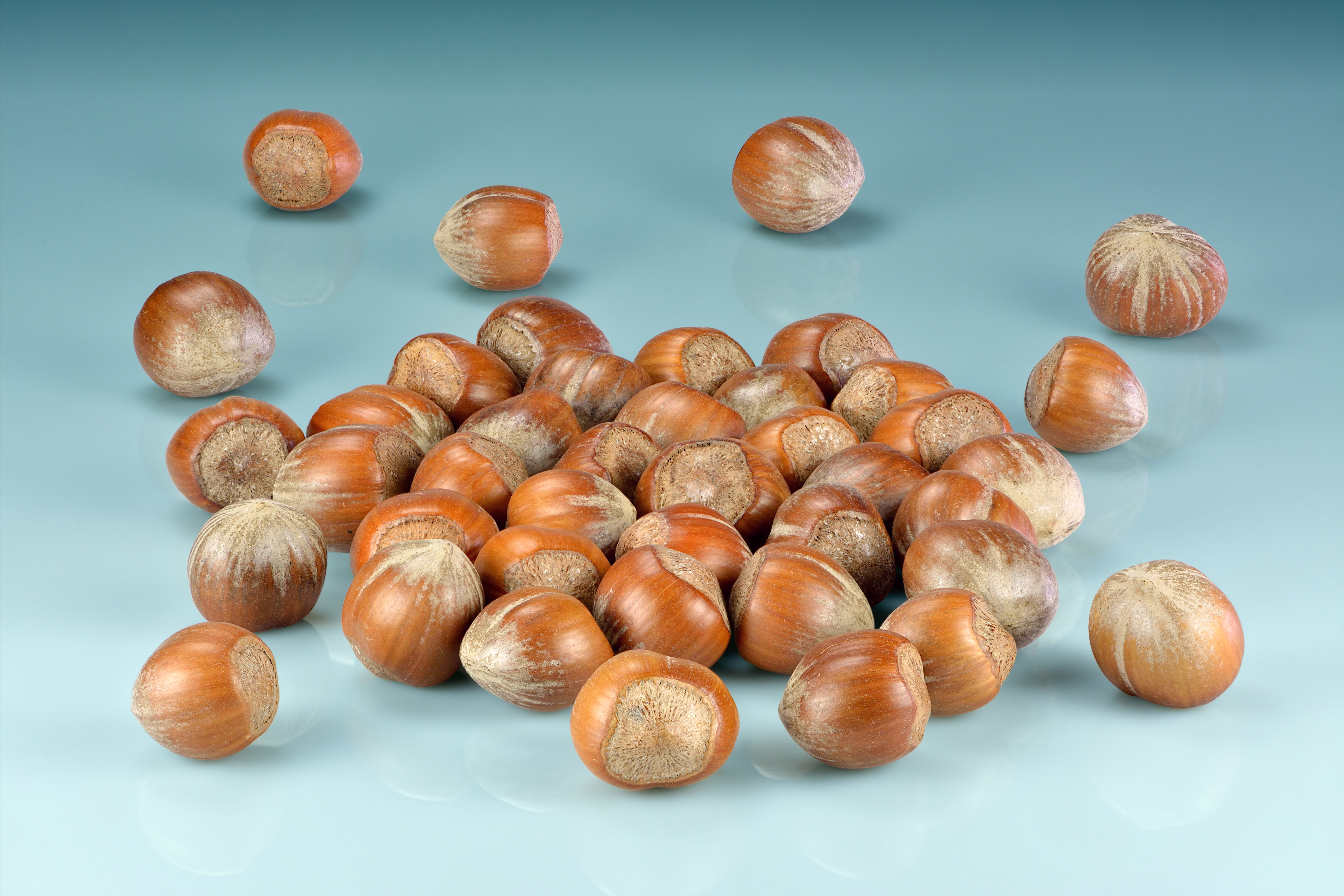
Hasselnötter

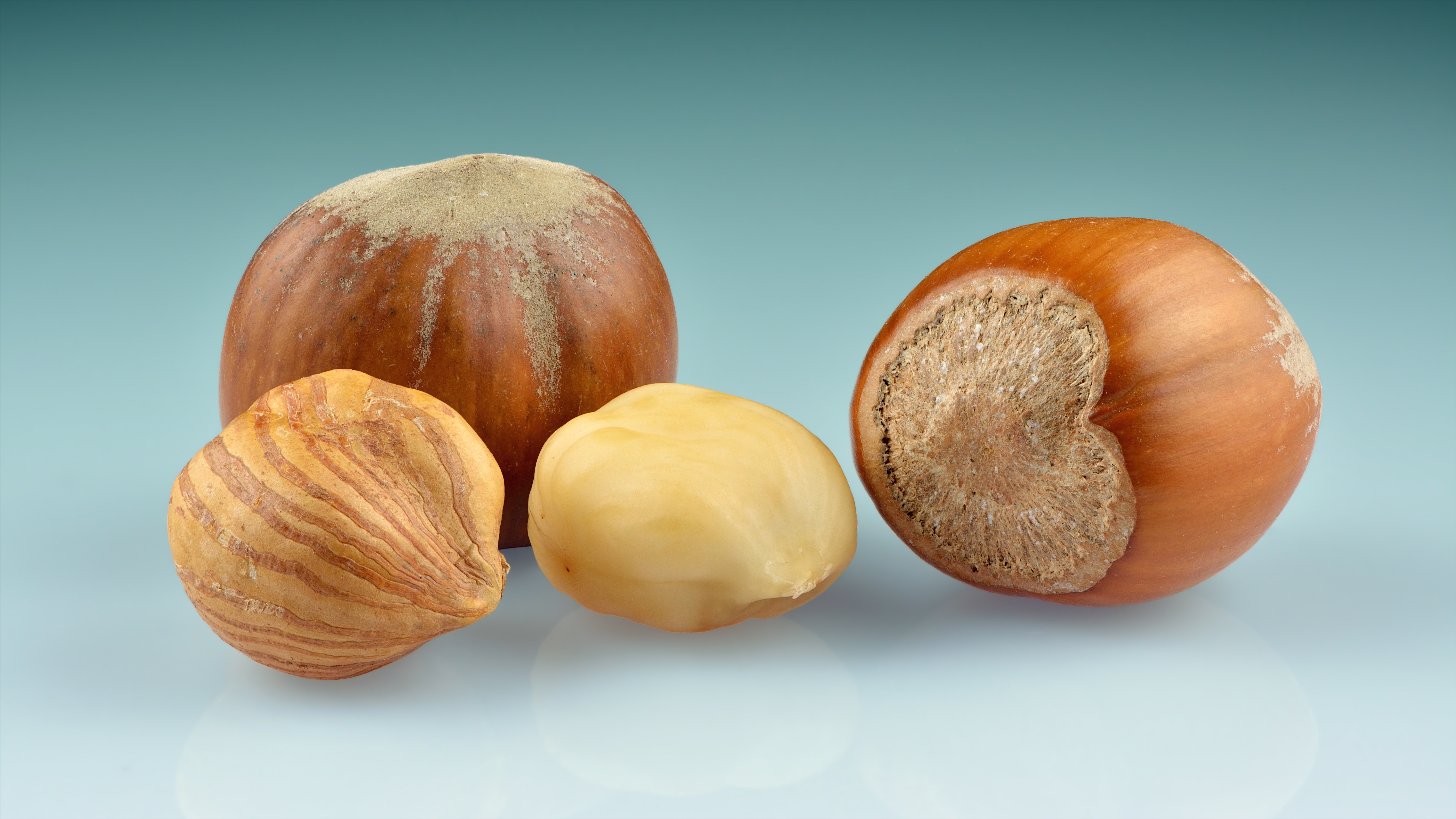
Hasselnötter

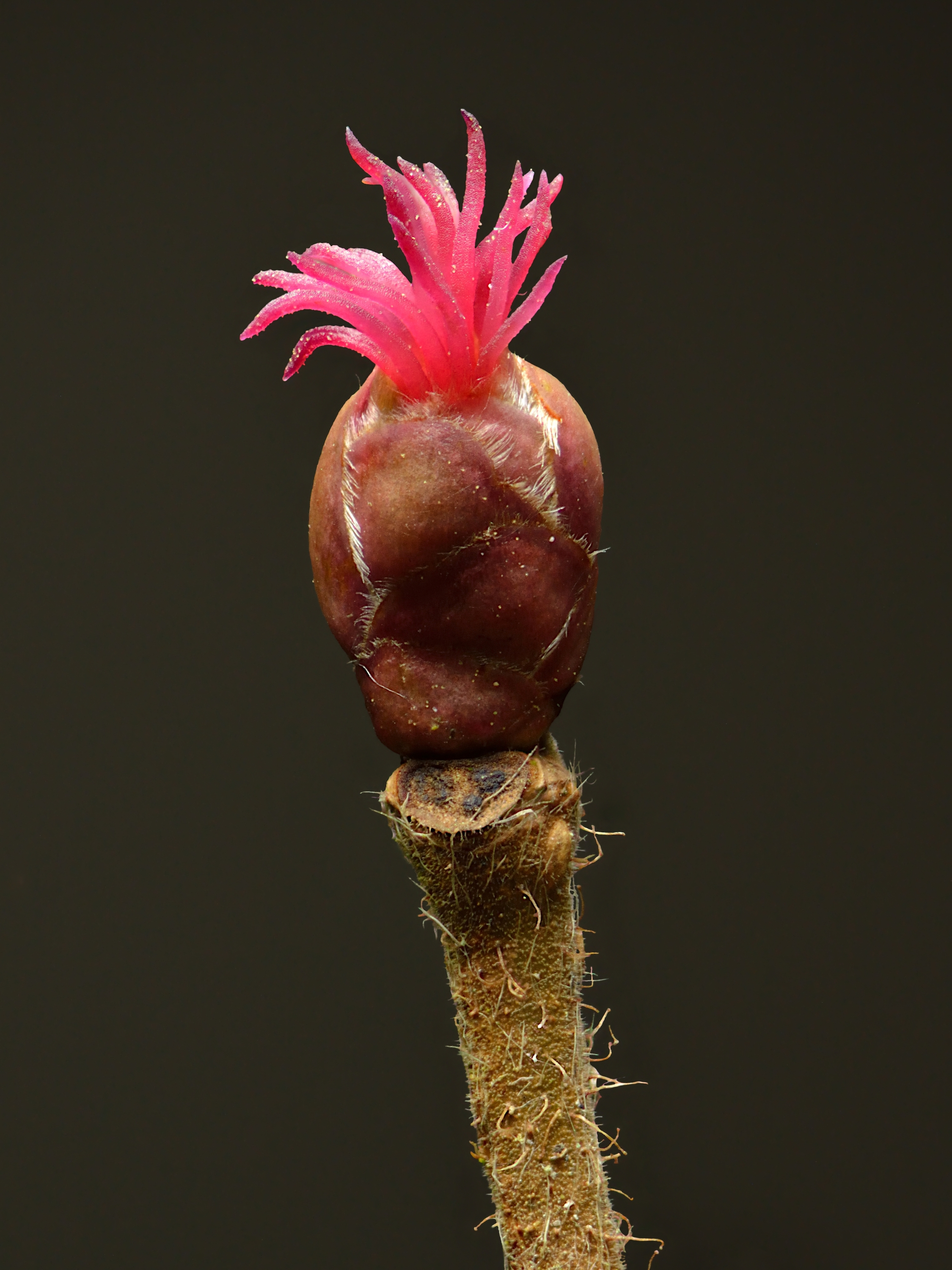
Honblomma

Hasseln (Corylus avellana) är ibland, särskilt i tät skog, ett litet träd ofta 5–8 meter högt som gärna blir en yvig buske genom de talrika skotten från rothalsen. Den är en skuggväxt och har i vanliga fall tunna, mörkt och rent gröna löv som vissnar lätt. Den trivs dock i många trakter på solöppna ställen, till exempel i skärgårdar. Där blir löven blekare gröna, i det att skotten växer hela sommaren, med en rödaktig anstrykning.

## Biologi
Hos hasseln är hänget, som gett ordningen namnet "hängeväxter", tydligt utpräglat i hanblomställningen. Det är ett långt, slakt, hängande, tätblommigt ax, som producerar stora mängder pollen och vajar av minsta vindil. Blomningen sker långt före lövsprickningen. Hanhängena bildas redan föregående år, liksom svenska träds knoppar i allmänhet, men övervintrar som knoppar utan några skyddande fjäll. Därför kan deras sträckning och blomning börja så snart dagsmejan gör sig kännbar, i mars eller april, ja ibland under blid och solig väderlek mitt i vintern. Ett hanhänge hos hasseln består av en lång huvudaxel med tättsittande skärmblad och inom vart och ett av dessa två tunna, sammanvuxna fjäll, nämligen två förblad, tillhörande den av fyra tvåkluvna ståndare (åtta ståndarknappar) bildade blomman. Honblommorna sitter i små knopplika ax, omgivna av vanliga knoppfjäll, mellan vilka de korta märkena skjuter fram som små purpurröda trådar. En honblomma består av ett mycket litet fruktämne och två trådlika märken, (jämför avenboken). Från blomningen till nötmognaden åtgår en tid av fem månader. Hasselns frukt är en typisk nötfrukt med ensamt frö, rikt på näringsförråd i hjärtbladen ("nötkärnan"), med benhård fruktvägg ("skalet") till fröets skydd. Välsmakligheten hos nötfröet beror på den fina nötoljan i näringsförrådet. 
Tvillingnötter eller filipiner är hasselnötter som har två frön, eller kärnor, i sig.

## Etymologi
Avellana betyder från Avella i Italien.
Växtens fornsvenska namn, hasl återspeglas i ortnamnet Hässelby i närheten av Stockholm.

## Dialekt
| Namn      | Område        | Referens | Kommentar                                                                                            |
| --------- | ------------- | -------- | --- |
| Lake      | Halland       | [ 3 ]    | Namnet avser enbart hanhängena. Samma namn med samma betydelse förekommer även för alar och björkar. |
| Heslelaki | Svenskfinland | [ 3 ]    | |
| Hüllnöt   | Öland         | [ 4 ]    | |

## Förekomst
Hasselns utbredning mot norr går något längre än ekens (på Norges västra kust ända till Vestfjorden). Fynd av fossila hasselnötter i norrländska torvmossar visar att hasseln i Sverige förr gick mycket längre mot norr än nu, men genom sommarvärmens avtagande har den utdött inom en stor del av området för sin största utbredning. Så vitt man av de fossila fynden kunnat beräkna, har detta område minskat med över 80 000 km². Vid sin nordgräns förekommer hasseln spridd som reliktbestånd på väl skyddade, lugna och varma lokaler, mest invid någon brant bergvägg mot söder eller de norrländska sydbrantsbergen (jämför almen).
Arten växer i låglandet och i bergstrakter upp till 2000 meter över havet.

## Hot
Lokala bestånd kan skadas av betesdjur, av hjortdjur och av ekorrar. Det introducerade beståndet i USA drabbas av svampen Anisogramma anomala. Hela populationens anses vara stabil. IUCN listar arten som livskraftig (LC).

## Trä
Hasselns växtsätt ger långa, smala och relativt raka störar eller käppar, vilka har använts inom jordbruket för tillverkning av stängsel och småslöjd. Kluvna hasselkäppar är också ett lämpligt material för det flätverk som utgör stomme för lerklining. 
De unga, raka stammarna är mycket starka och sega. Kluvna till tunna band ger de ett mycket starkt korgmaterial. 

## Sorter
Flera sorter av hassel odlas, dels inom nötproduktionen, men också som prydnadsväxter för trädgården. Några av prydnadssorterna har fått egna svenska namn:
- Aurea - guldhassel
- Contorta - ormhassel
- Heterophylla - flikhassel
- Pendula - hänghassel

## Produktion
| Nr | Område                 | Produktion (ton) % | Produktion (ton) % |
| --- | ---------------------- | ------------------ | ------------------ |
| 1 | Turkiet                | 450 000            | 63,33              |
| 2 | Italien                | 75 456             | 10,62              |
| 3 | Georgien               | 33 800             | 4,76               |
| 4 | USA                    | 32 659             | 4,59               |
| 5 | Azerbajdzjan           | 30 039             | 4,22               |
| 6 | Kina                   | 23 621             | 3,32               |
| 7 | Spanien                | 13 542             | 1,91               |
| 8 | Chile                  | 11 500             | 1,62               |
| 9 | Frankrike              | 11 053             | 1,56               |
| 10 | Iran                   | 10 098             | 1,42               |
| 11 | Polen                  | 5 531              | 0,78               |
| | Övriga länder          | 13 258             | 1,86               |
| | Total världsproduktion | 710 547            | 100,00             |
| Källa: FN:s livsmedels- och jordbruksorganisation:s data för år 2014. Siffror avser produktionen av hazelnuts, with shell. |                        |                    |                    |

Somliga människor kan vara mer eller mindre allergiska för hasselnötter. I svåra fall kan det vara livshotande.

## Näringsinnehåll[8]
Per 100 g hasselnötter:
- Energi 644,2 kcal = 2 695,3 kJ
- Vatten 5,4 g
- Protein 13 g
- Fett 62,6 g varav:
  - mättat 4,49 g
  - enkelomättat 48,8 g
  - fleromättat 6,52 g
  - kolesterol 0 mg
- Kolhydrater 9,3 g, varav:
  - sockerarter 3,4 g
- Fibrer 6 g
- Vattenlösliga vitaminer:
  - askorbinsyra (C-vitamin) 1 mg
  - folsyra (B9-vitamin) 72 μg
  - niacin (B3-vitamin) 1,1 mg
  - pyridoxin (B6-vitamin) 0,61 mg
  - riboflavin (B2-vitamin) 0,11 mg
  - tiamin (B1-vitamin) 0,5 mg
- Fettlösliga vitaminer:
  - karoten (A-vitamin) 42 μg
  - alfatokoferol (E-vitamin) 21 mg
- Mineraler
  - fosfor 310 mg
  - järn 3,6 mg
  - kalcium 188 mg
  - kalium 445 mg
  - magnesium 160 mg
  - natrium 3 mg
  - selen 3 μg
  - zink 2 mg

## Bilder

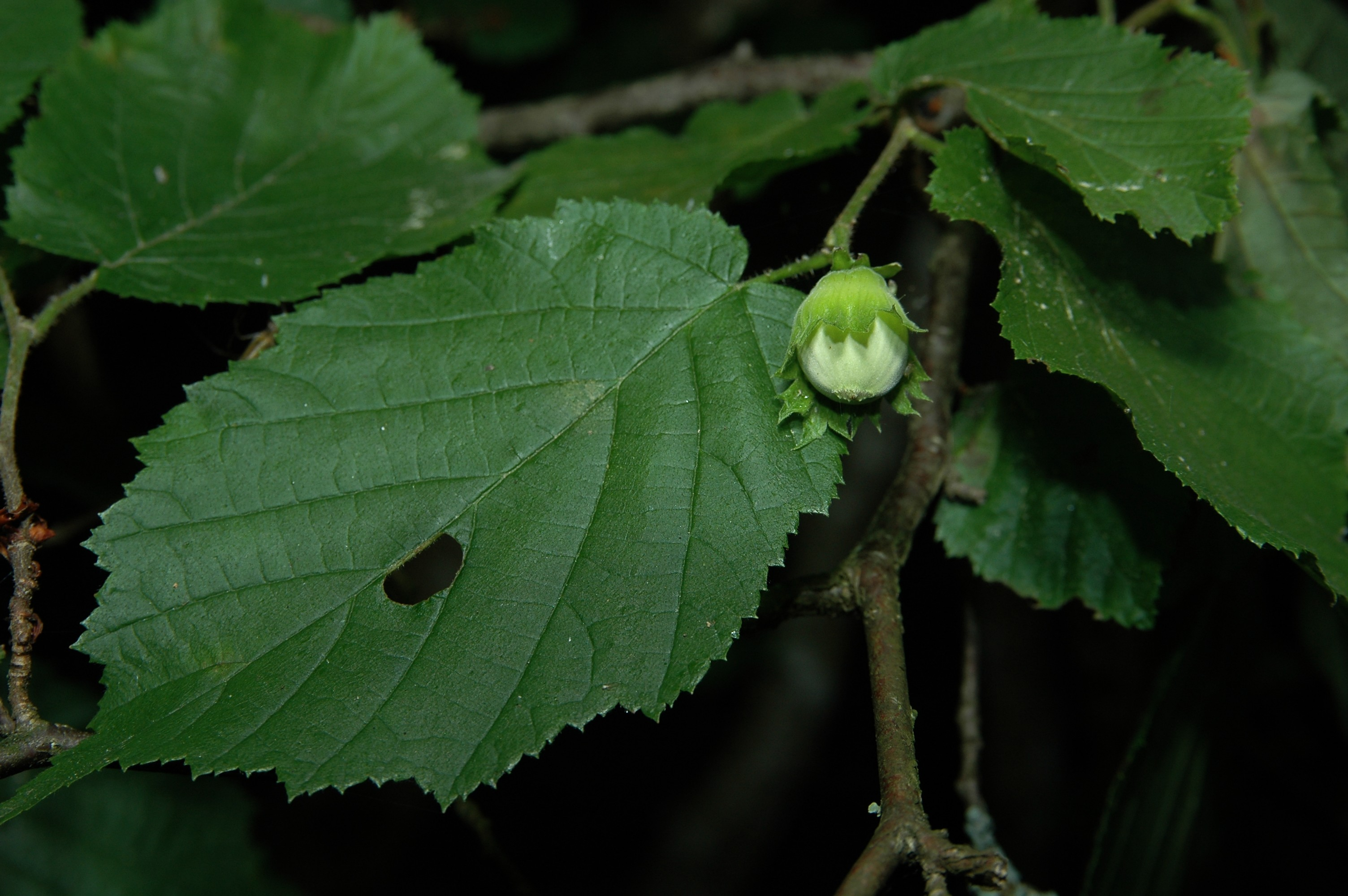
Blivande hasselnöt Foto: Christer Johansson
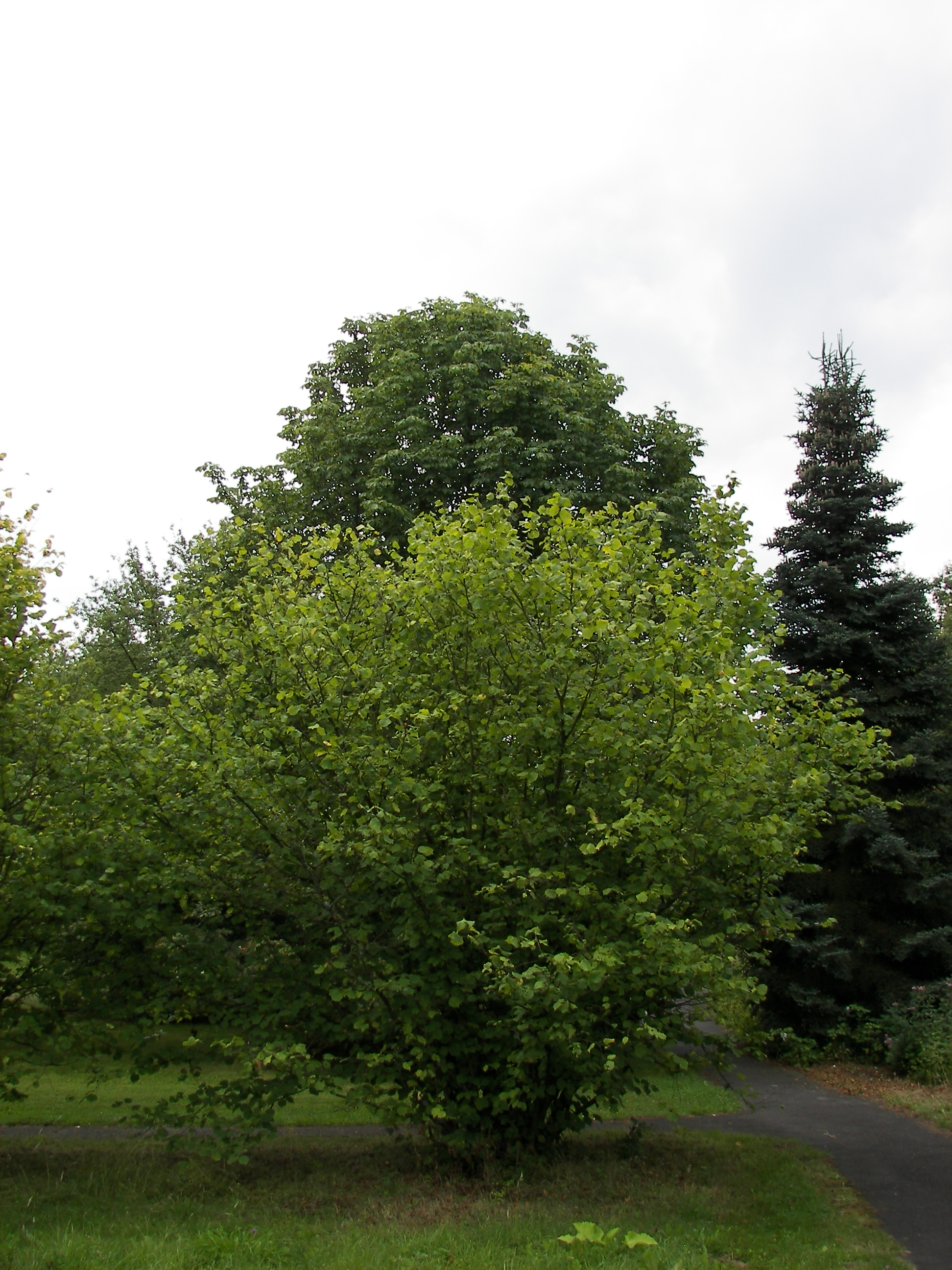
Hasselbuske
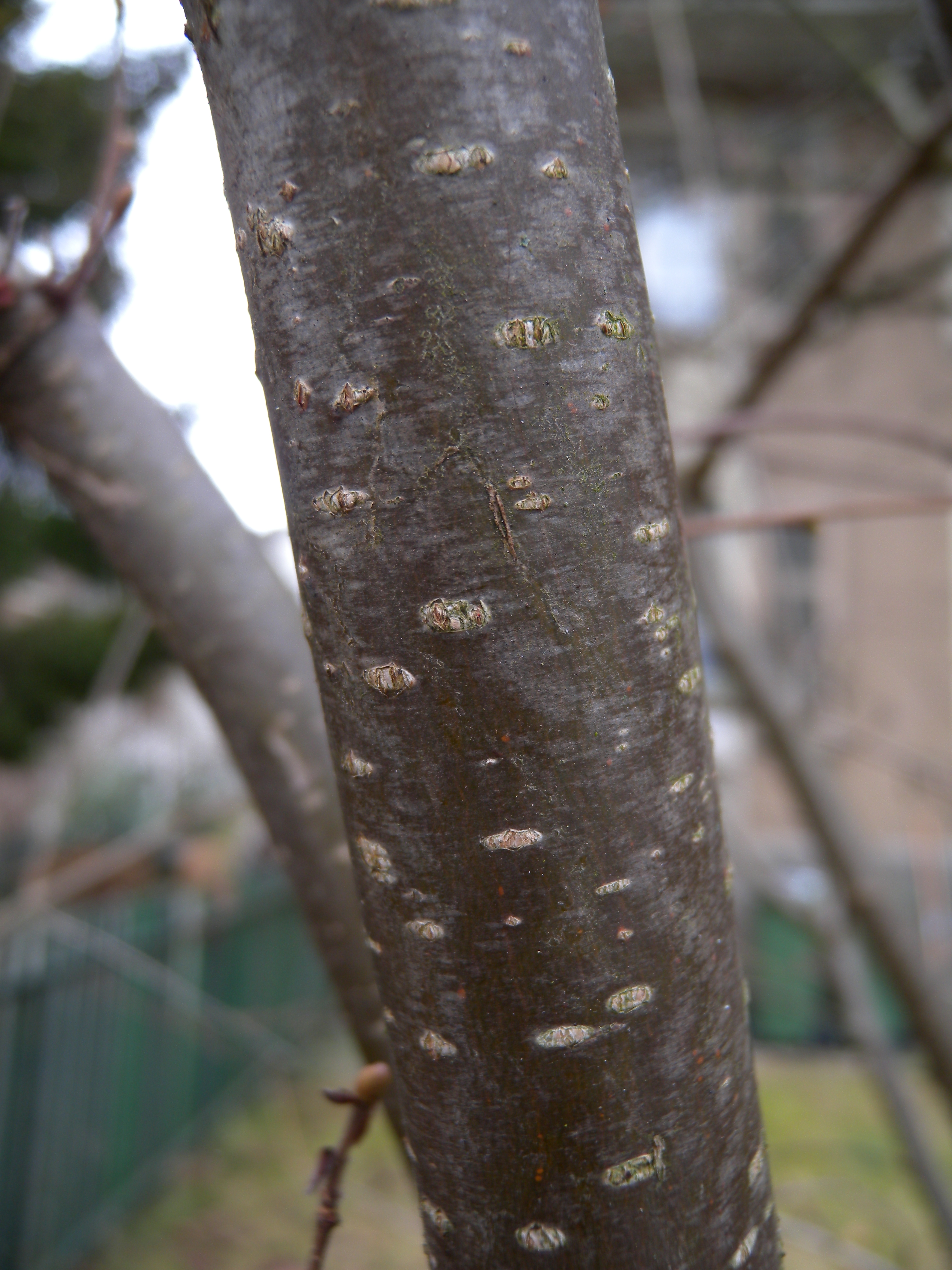
Bark
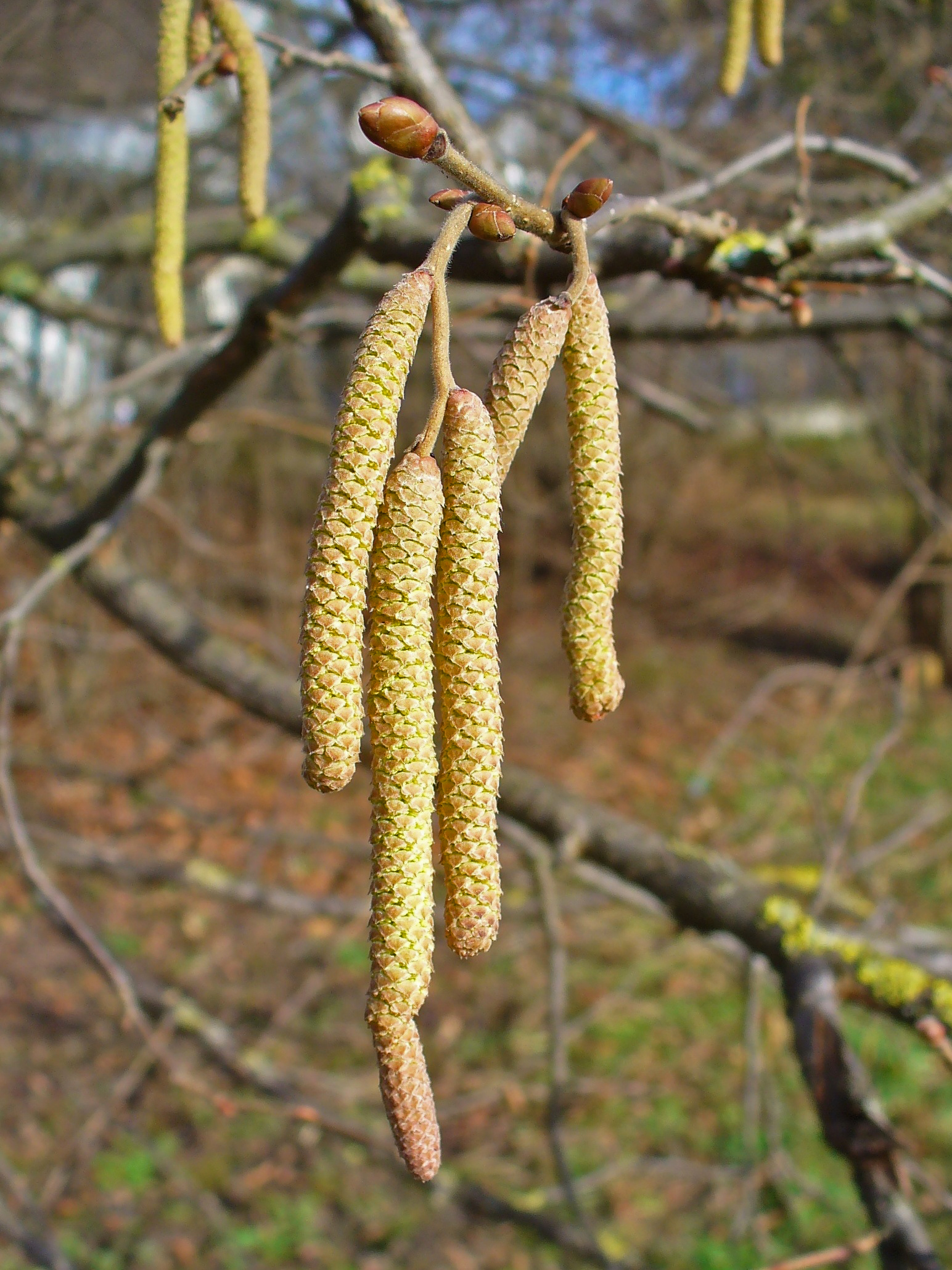
Hanblommor Ovan blomfästet syns en brun bladknopp
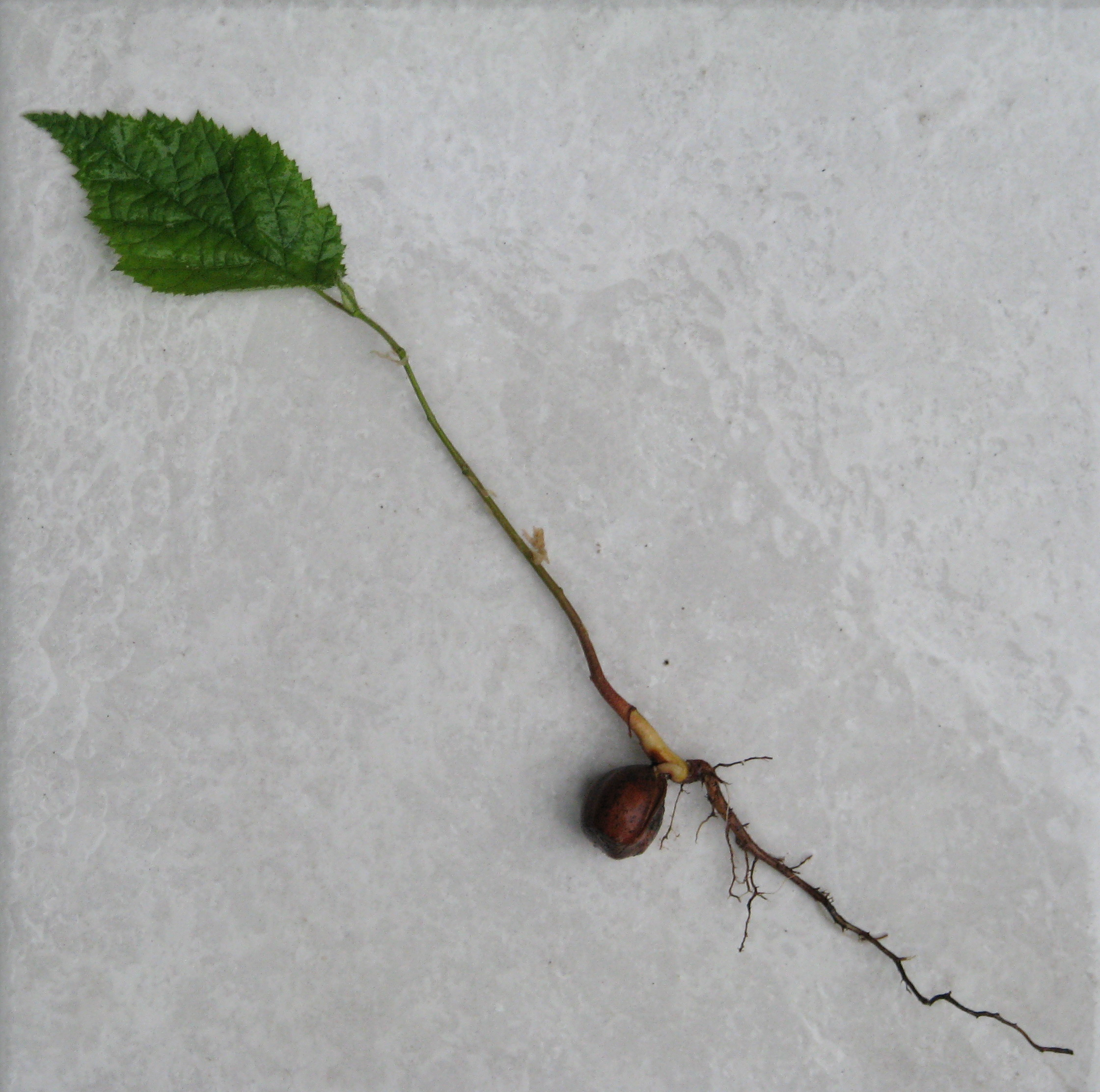
En nöt har slagit rot
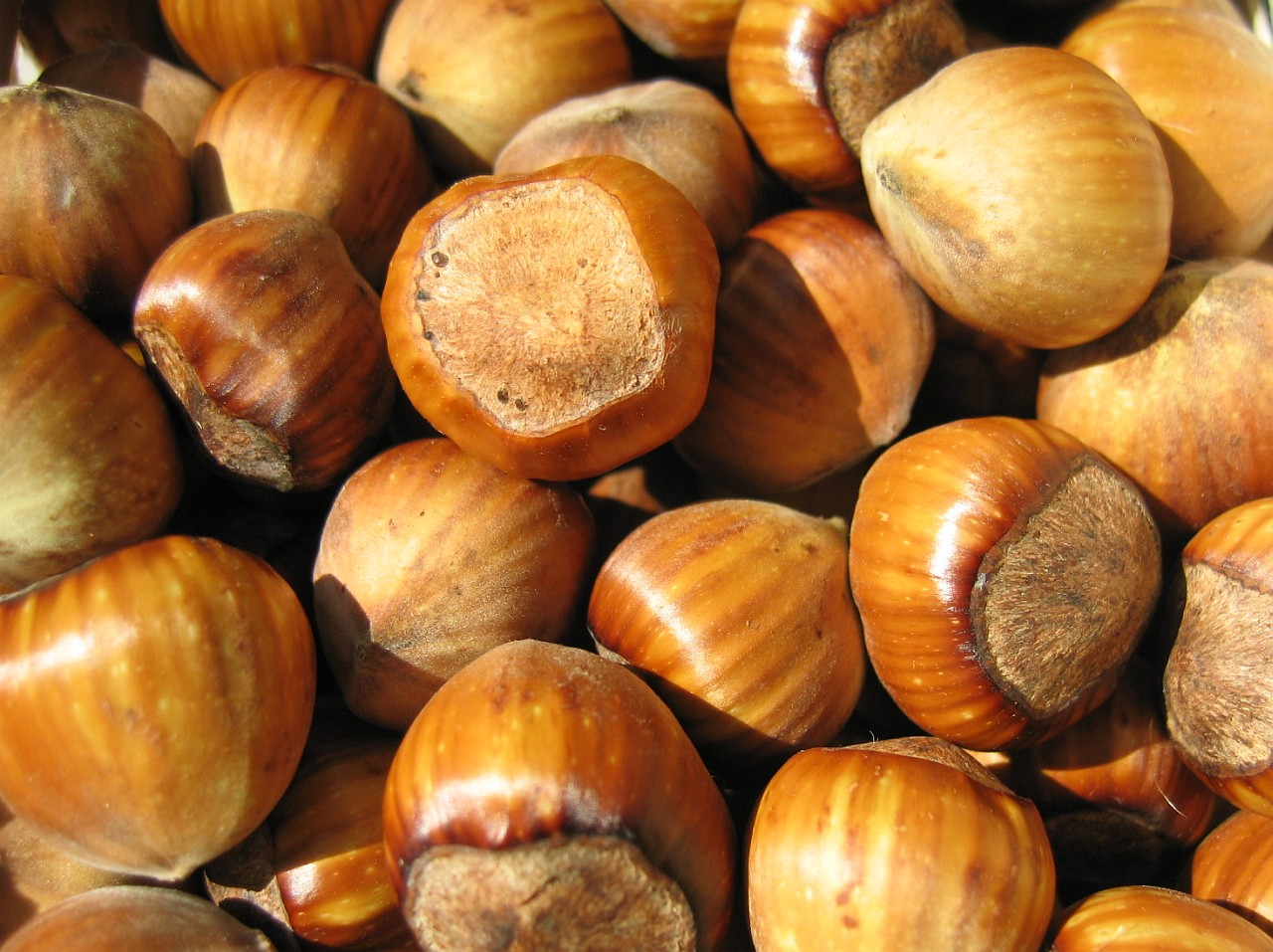
Hasselnötter
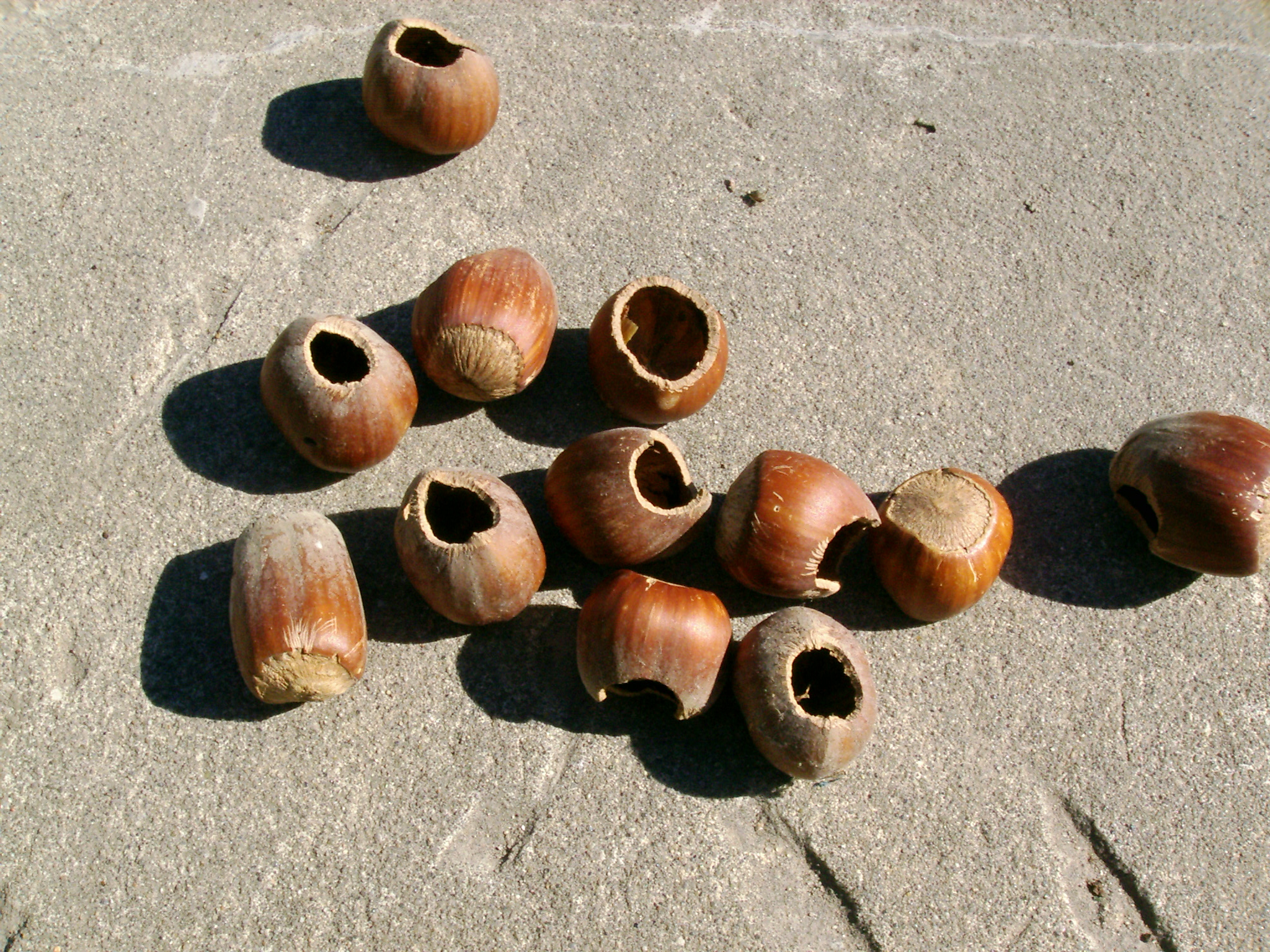
Så ser skalen ut, när möss kalasat på kärnorna
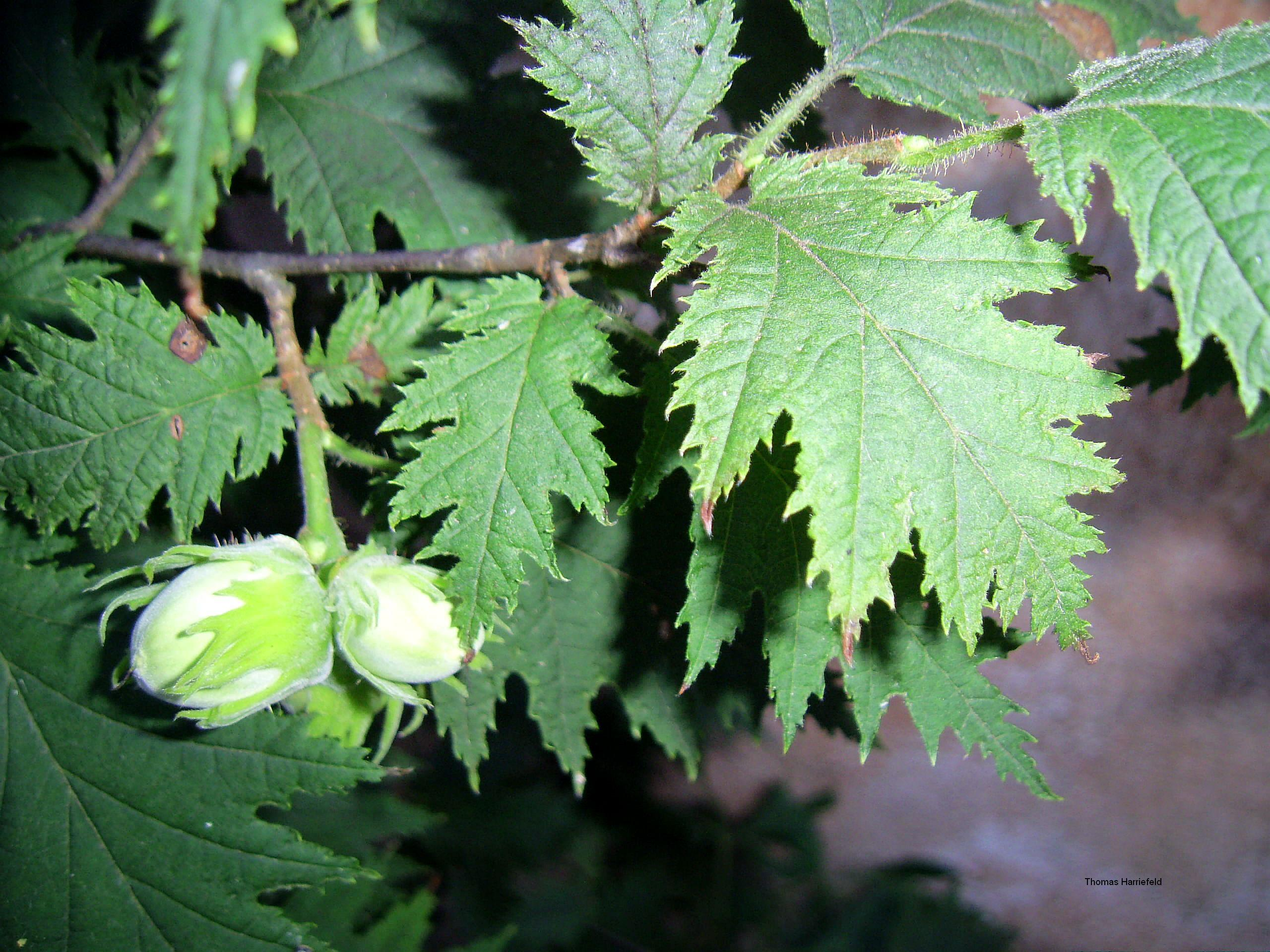
Corylus avellana ssp. Harriefeld
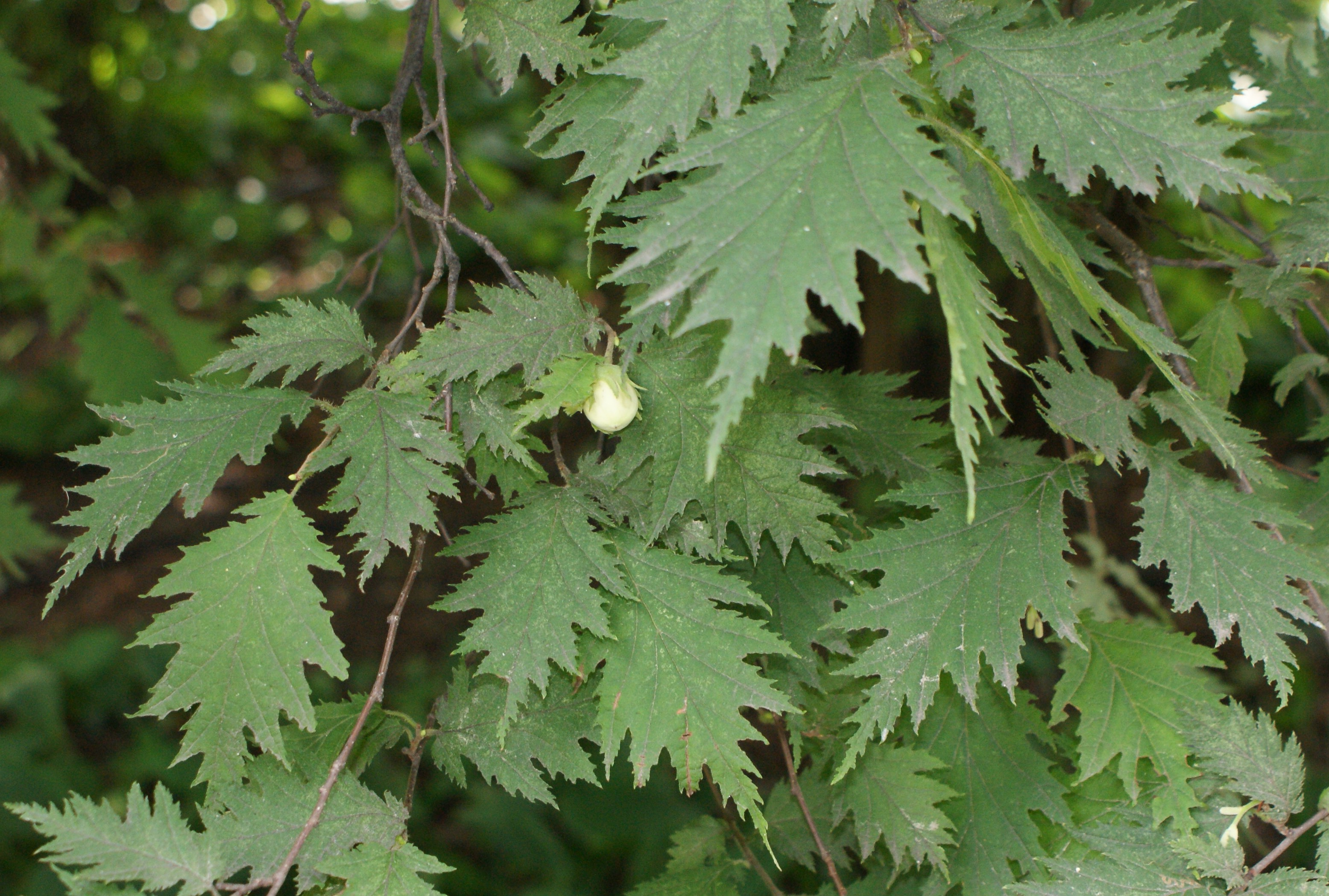
Corylus avellana ssp. Heterophylla
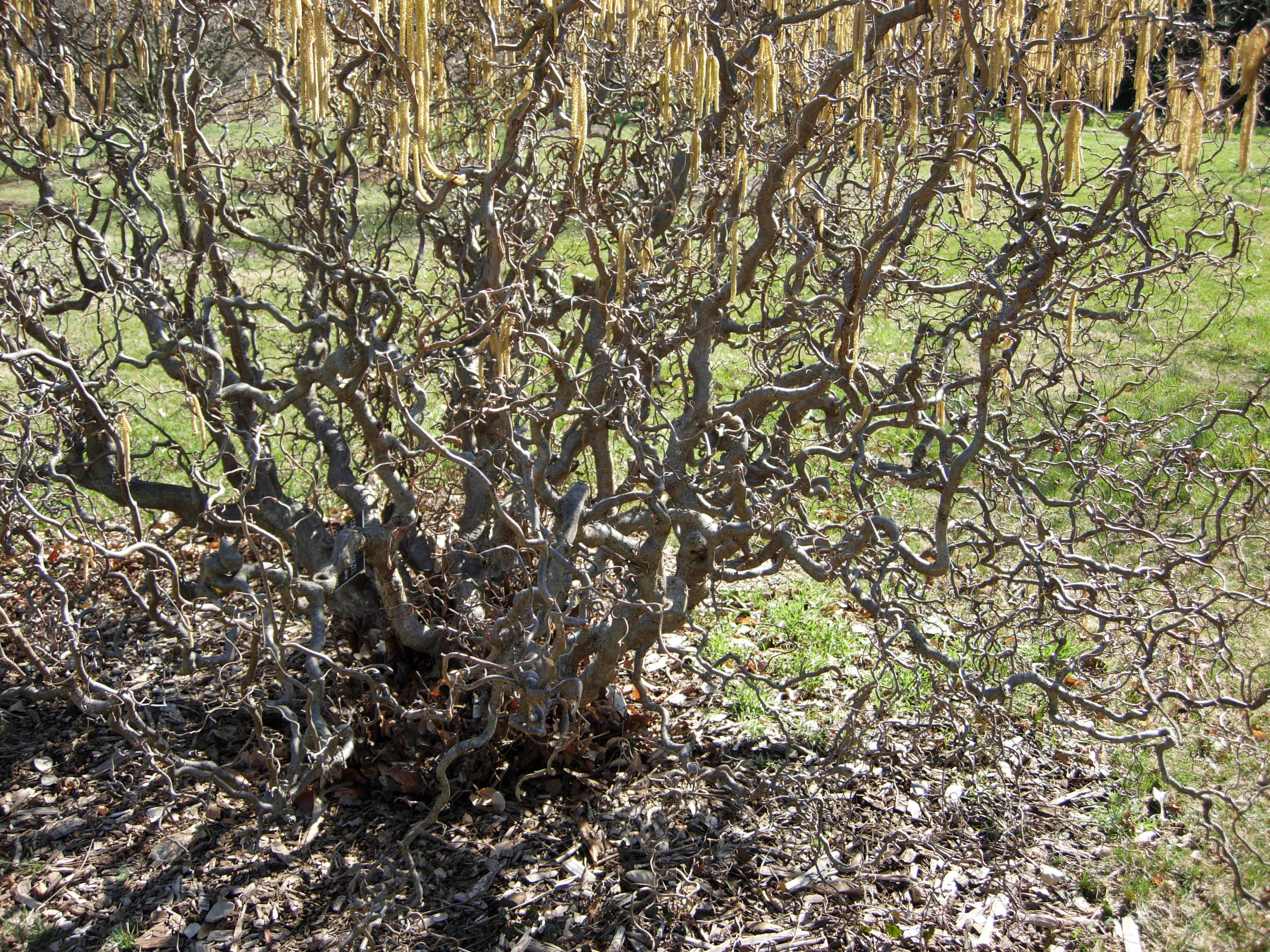
Corylus avellana ssp. Contorta, Korkskruvhassel
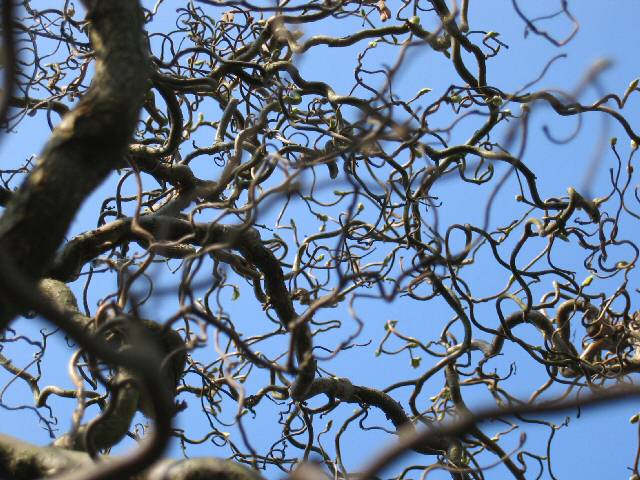
Korkskruvhassel på vintern
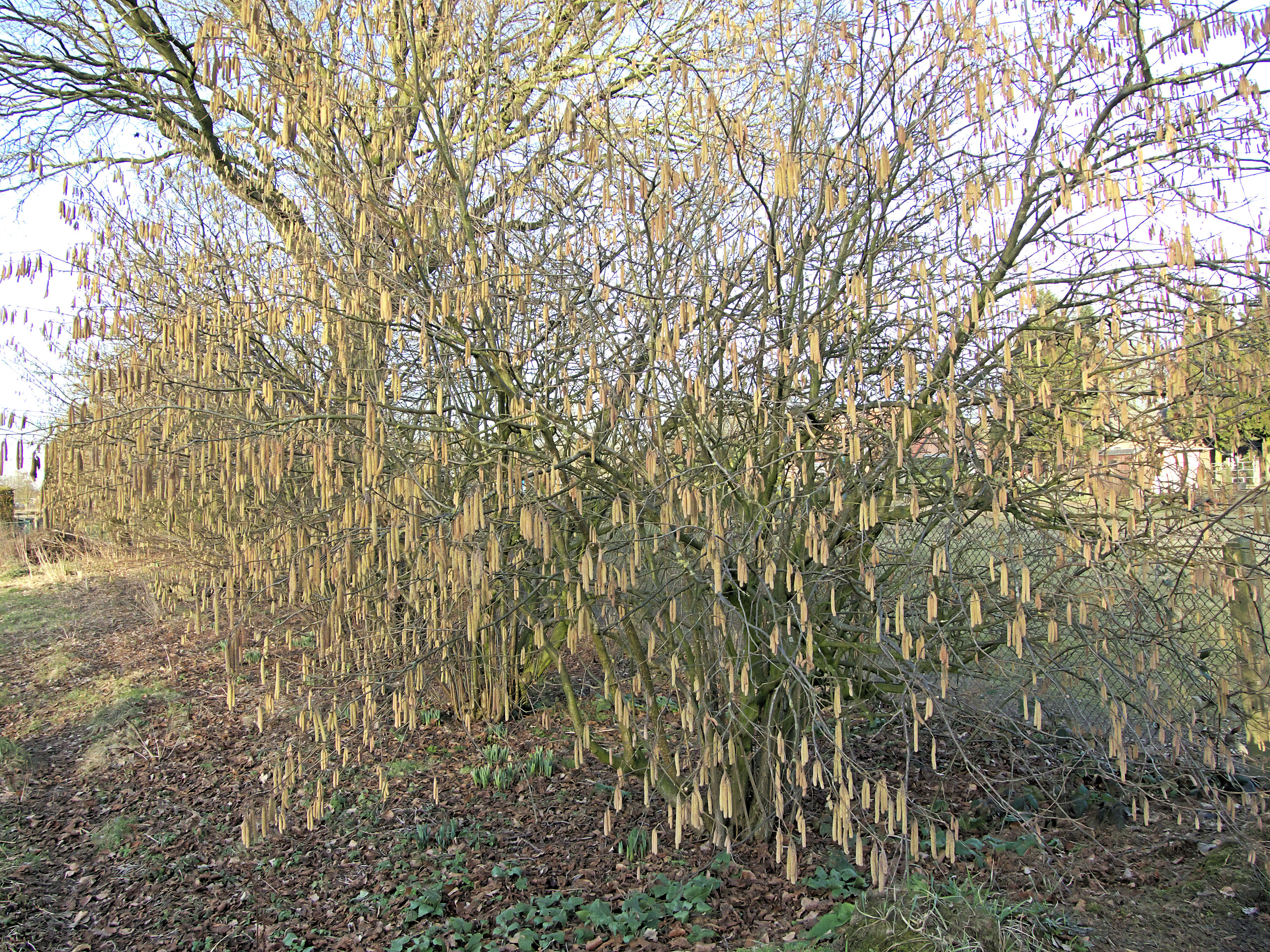
Corylus avellana ssp. Cosford